# Darley and Menwith
Darley and Menwith lub Menwith with Darley lub Menwith cum Darley – civil parish w Anglii, w North Yorkshire, w dystrykcie (unitary authority) North Yorkshire. W 2011 civil parish liczyła 1332 mieszkańców.